# Fußball-Club St. Pauli von 1910 1962-1963
Questa voce raccoglie le informazioni riguardanti il Fußball-Club St. Pauli von 1910 nelle competizioni ufficiali della stagione 1962-1963.

## Stagione
Nella stagione 1962-1963 il St.Pauli, allenato da Heinz Hempel, concluse il campionato di Oberliga nord al 6º posto.

## Rosa
| N. |                     | Ruolo | Calciatore         |
| -- | ------------------- | ----- | ------------------ |
|    | Germania (bandiera) | P     | Hans-Joachim Thoms |
|    | Germania (bandiera) | P     | Harry Wunstorf     |
|    | Germania (bandiera) | D     | Heinz Deininger    |
|    | Germania (bandiera) | D     | Claus Eppel        |
|    | Germania (bandiera) | D     | Peter Gehrke       |
|    | Germania (bandiera) | D     | Axel Huberth       |
|    | Germania (bandiera) | D     | Werner Pokropp     |
|    | Germania (bandiera) | D     | Uwe Witt           |
|    | Germania (bandiera) | C     | Rolf Bergeest      |
|    | Germania (bandiera) | C     | Alfred Brüggen     |
|    | Germania (bandiera) | C     | Kurt Hehl          |

| N. |                     | Ruolo | Calciatore        |
| -- | ------------------- | ----- | ----------------- |
|    | Germania (bandiera) | C     | Ingo Porges       |
|    | Germania (bandiera) | C     | Horst Schlagowski |
|    | Germania (bandiera) | C     | Harald Stender    |
|    | Germania (bandiera) | C     | Dirk Stülcken     |
|    | Germania (bandiera) | A     | Rolf Gieseler     |
|    | Germania (bandiera) | A     | Horst Haecks      |
|    | Germania (bandiera) | A     | Klaus Kokoska     |
|    | Germania (bandiera) | A     | Jörg Loß          |
|    | Germania (bandiera) | A     | Peter Osterhoff   |
|    | Germania (bandiera) | A     | Uwe Stothfang     |

## Organigramma societario
Area tecnica
- Allenatore: Heinz Hempel
- Allenatore in seconda:
- Preparatore dei portieri:
- Preparatori atletici:
- Analisi video:

## Calciomercato

### Sessione estiva
| Acquisti | Acquisti | Acquisti | Acquisti |
| R.       | Nome     | da       | Modalità |
| -------- | -------- | -------- | -------- |

| Cessioni | Cessioni    | Cessioni  | Cessioni |
| R.       | Nome        | a         | Modalità |
| -------- | ----------- | --------- | -------- |
| C        | Hans Knubbe | Bergedorf |          |

## Risultati

### Oberliga nord

#### Girone di andata
| Arbitro: | U. Wolf |

|                              |           |           |
| Eppel 28’ (rig.), 71’ (rig.) | Marcatori | 44’ Mumme |

| Arbitro: | H. Lutz |

|            |           |                              |
| Jordan 74’ | Marcatori | 18’, 84’ Haecks 64’ Bergeest |

| Arbitro: | Peschke |

|            |           |             |
| Porges 88’ | Marcatori | 60’ Podlich |

| Arbitro: | Matelski |

|             |           |                    |
| Wuttich 84’ | Marcatori | 35’, 46’ Osterhoff |

| Arbitro: | W. Link |

|          |           |                 |
| Witt 44’ | Marcatori | 41’, 80’ Lattek |

| Arbitro: | G. Höger |

|  |           |               |
|  | Marcatori | 80’ Osterhoff |

| Arbitro: | E. Sturm |

|               |           |                                 |
| Osterhoff 32’ | Marcatori | 32’ Dörfel 58’ Seeler 75’ Haack |

| Arbitro: | W. Höfel |

|          |           |                              |
| Pape 89’ | Marcatori | 20’ Bergeest 54’ Schlagowski |

| Arbitro: | U. Wolf |

|                 |           |  |
| Haecks 72’, 75’ | Marcatori |  |

| Arbitro: | Horstmann |

|                       |           |  |
| Meyer 1’, 49’ Soya 8’ | Marcatori |  |

| Arbitro: | Daniel |

|                                      |           |                                   |
| Hufgard 16’ Winkelmann 43’ Klose 58’ | Marcatori | 59’ Haecks 82’ Osterhoff 87’ Witt |

| Arbitro: | R. Seekamp |

|            |           |                             |
| Haecks 44’ | Marcatori | 54’ (rig.) Laszig 83’ Bruhn |

| Arbitro: | Schulenburg |

|               |           |           |
| Osterhoff 22’ | Marcatori | 86’ Junke |

| Arbitro: | W. Höfel |

|                        |           |  |
| Schmahl 35’ Agurew 58’ | Marcatori |  |

| Arbitro: | E. Sturm |

|                                             |           |              |
| Haecks 18’, 38’, 49’ Hehl 34’ Osterhoff 80’ | Marcatori | 54’ Schipper |

#### Girone di ritorno
| Arbitro: | H. Lutz |

|  |           |                                                         |
|  | Marcatori | 8’, 51’ Bergeest 37’ Haecks 62’ Osterhoff 76’ Stothfang |

| Arbitro: | Horstmann |

|  |           |                                   |
|  | Marcatori | 6’ Meyer 61’ Zebrowski 75’ Schütz |

| Arbitro: | R. Seekamp |

|                      |           |                           |
| Stothfang 35’ (rig.) | Marcatori | 38’ Graber 63’ Winkelmann |

| Arbitro: | W. Link |

|                          |           |  |
| Kellermann 48’ Hartz 60’ | Marcatori |  |

| Amburgo 20 gennaio 1963 20ª giornata | Concordia Amburgo | 0 – 0 referto | St. Pauli | Stadion Marienthal (3 000 spett.)\| Arbitro: \| W. Zimmermann \| |
| Arbitro:                             | W. Zimmermann     |               |           |                                                                  |

| Arbitro: | Beilecke |

|                   |           |                             |
| Bergeest 55’, 57’ | Marcatori | 3’, 70’ Schröter 35’ Agurew |

| Arbitro: | Wilkens |

|                             |           |             |
| Geberbauer 19’ Gretzler 68’ | Marcatori | 45’ Pokropp |

| Arbitro: | Schulenburg |

|                          |           |               |
| Osterhoff 17’ Haecks 75’ | Marcatori | 27’ Ulatowski |

| Arbitro: | W. Spiewak |

|                               |           |                 |
| Seeler 44’, 75’ Fritzsche 77’ | Marcatori | 43’, 88’ Haecks |

| Arbitro: | W. Höfel |

|                     |           |  |
| Haecks 34’ Witt 81’ | Marcatori |  |

| Arbitro: | H. Lutz |

|                          |           |                 |
| Iwanzik 18’ Bensmann 70’ | Marcatori | 50’, 88’ Haecks |

| Arbitro: | G. Pooch |

|           |           |                     |
| Eppel 55’ | Marcatori | 87’ (aut.) Gieseler |

| Arbitro: | E. Sturm |

|              |           |            |
| Martinsen 5’ | Marcatori | 50’ Haecks |

| Arbitro: | K. Picker |

|              |           |              |
| Bergeest 78’ | Marcatori | 20’ Planetta |

| Arbitro: | H. Lutz |

|                         |           |                              |
| Langemann 18’ Perau 60’ | Marcatori | 22’ Haecks 63’, 73’ Bergeest |

## Statistiche

### Statistiche di squadra
| Competizione  | Punti | In casa | In casa | In casa | In casa | In casa | In casa | In trasferta | In trasferta | In trasferta | In trasferta | In trasferta | In trasferta | Totale | Totale | Totale | Totale | Totale | Totale | DR |
| Competizione  | Punti | G       | V       | N       | P       | Gf      | Gs      | G            | V            | N            | P            | Gf           | Gs           | G      | V      | N      | P      | Gf     | Gs     | DR |
| ------------- | ----- | ------- | ------- | ------- | ------- | ------- | ------- | ------------ | ------------ | ------------ | ------------ | ------------ | ------------ | ------ | ------ | ------ | ------ | ------ | ------ | -- |
| Oberliga nord | 30    | 15      | 5       | 4       | 6       | 23      | 22      | 15           | 6            | 4            | 5            | 25           | 23           | 30     | 11     | 8      | 11     | 48     | 45     | +3 |
| Totale        | 30    | 15      | 5       | 4       | 6       | 23      | 22      | 15           | 6            | 4            | 5            | 25           | 23           | 30     | 11     | 8      | 11     | 48     | 45     | +3 |

### Andamento in campionato
| Giornata  | 1 | 2 | 3 | 4 | 5 | 6 | 7 | 8 | 9 | 10 | 11 | 12 | 13 | 14 | 15 | 16 | 17 | 18 | 19 | 20 | 21 | 22 | 23 | 24 | 25 | 26 | 27 | 28 | 29 | 30 |
| --------- | - | - | - | - | - | - | - | - | - | -- | -- | -- | -- | -- | -- | -- | -- | -- | -- | -- | -- | -- | -- | -- | -- | -- | -- | -- | -- | -- |
| Luogo     | C | T | C | T | C | T | C | T | C | T  | T  | C  | C  | T  | C  | T  | C  | C  | T  | T  | C  | T  | C  | T  | C  | T  | C  | T  | C  | T  |
| Risultato | V | V | N | V | P | V | P | V | V | P  | N  | P  | N  | P  | V  | V  | P  | P  | P  | N  | P  | P  | V  | P  | V  | N  | N  | N  | N  | V  |
| Posizione | 5 | 3 | 3 | 3 | 4 | 3 | 4 | 4 | 4 | 4  | 4  | 5  | 5  | 5  | 5  | 5  | 5  | 6  | 6  | 6  | 7  | 7  | 7  | 7  | 7  | 7  | 6  | 7  | 6  | 6  |

Legenda:

Luogo: C = Casa; T = Trasferta. Risultato: V = Vittoria; N = Pareggio; P = Sconfitta.

### Statistiche dei giocatori
| R. Bergeest    | 28 | 9  | 0 | 0 |
| A. Brüggen     | 1  | 0  | 0 | 0 |
| H. Deininger   | 11 | 0  | 0 | 0 |
| C. Eppel       | 23 | 3  | 0 | 0 |
| P. Gehrke      | 29 | 0  | 0 | 0 |
| R. Gieseler    | 30 | 0  | 0 | 0 |
| H. Haecks      | 29 | 18 | 0 | 0 |
| K. Hehl        | 6  | 1  | 0 | 0 |
| A. Huberth     | 2  | 0  | 0 | 0 |
| K. Kokoska     | 6  | 0  | 0 | 0 |
| J. Loß         | 10 | 0  | 0 | 0 |
| P. Osterhoff   | 26 | 9  | 0 | 0 |
| W. Pokropp     | 25 | 1  | 0 | 0 |
| I. Porges      | 21 | 1  | 0 | 0 |
| H. Schlagowski | 3  | 1  | 0 | 0 |
| H. Stender     | 0  | 0  | 0 | 0 |
| U. Stothfang   | 23 | 2  | 0 | 0 |
| D. Stülcken    | 0  | 0  | 0 | 0 |
| H. Thoms       | 16 | 0  | 0 | 0 |
| U. Witt        | 27 | 3  | 0 | 0 |
| H. Wunstorf    | 14 | 0  | 0 | 0 |